# Vok (變形金剛)
Vok是变形金刚宇宙中一个虚构的外星种族。

## “野兽战争”时期
在变形金刚历史中，Vok是神秘和强大的外星人，超越物质形态存在于宇宙中。他们所处在宇宙中的位置被称作“Nexus Zero”。Vok在史前地球的超能勇士（即野兽战争，Beast Wars）时期（大约公元前70,000年）出现。他们早期与变形金刚有过一些接触，至少“原始兽议会（Tripredacus Council）”知道他们的能力并且畏惧他们。
在此期间，Vok在地球开展实验活动，其目的未被揭示。Vok在地球外制造的第二个“月球”实际上是个监控站或星球杀手（planet killer），同时是地球上存在的大量能量和包括巨石阵在内的史前遗迹的来源。他们在自己的探测器和悬浮岛（Floating Island）被摧毁以后收到了信息，并推测地球正在被时间旅行的原始兽（Predacons）和巨无霸（Maximals）侵占。他们派出“星球毁灭者（planetbuster）”来到地球，开始引爆地球的巨大的能量矿藏，但最后被黑猩猩（Optimus Primal）及时制止了。
当飞箭（Airazor）和白虎（Tigatron）被困在外星人的装置里面时，Vok第二次出现。那个装置产生一个信号光束将两人传送至太空。当巨无霸和原始兽发现时，另一束信号从太空传来，将启动了装置。霸王龙（Megatron）用金盘控制了装置，最后毁于一次大爆炸。Vok却没有发现此事，认为自己的实验已彻底清洗了地球。当他们发觉变形金刚仍然存在并且霸王龙想进一步干涉历史时，他们将飞箭和白虎合二为一变为虎鹰（Tigerhawk），控制着他的躯体，想让他审判霸王龙。黑猩猩想阻止他们消灭霸王龙，因为在此之前，霸王龙将其同名祖先（即变形金刚G1里的威震天，英语都为Megatron）的火种与自己的火种合二为一，若霸王龙被虎鹰消灭，历史将会被改写。黑猩猩失败。之后虎鹰被狼蛛（Tarantulas）（原始兽委员会秘密侦探，了解关于Vok的情况）的装置束缚。狼蛛想得到虎鹰的外星能量，想办法使其从虎鹰身体里出来。结果Vok离开虎鹰神庭进入了狼蛛体内，同时一件武器失火，消灭了狼蛛。